# چهاربرجی
چهاربرجی، روستایی از توابع بخش میان‌ولایت شهرستان تایباد در استان خراسان رضوی ایران است.

## جمعیت
این روستا در دهستان دشت تایباد قرار دارد و براساس سرشماری مرکز آمار ایران در سال ۱۳۸۵، جمعیت آن 1951 نفر (448 خانوار) بوده‌است.